# Роменмотьє-Анві
Роменмотьє-Анві (фр. Romainmôtier-Envy) — місто  в Швейцарії в кантоні Во, округ Юра-Нор-Водуа.

## Географія
Місто розташоване на відстані близько 85 км на захід від Берна, 23 км на північний захід від Лозанни.
Роменмотьє-Анві має площу 7 км², з яких на 5,9% дозволяється будівництво (житлове та будівництво доріг), 27,5% використовуються в сільськогосподарських цілях, 66,5% зайнято лісами, 0,1% не є продуктивними (річки, льодовики або гори).

## Демографія
2019 року в місті мешкало 533 особи (+12,4% порівняно з 2010 роком), іноземців було 14,6%. Густота населення становила 76 осіб/км².
За віковим діапазоном населення розподілялося таким чином: 21,6% — особи молодші 20 років, 58,5% — особи у віці 20—64 років, 19,9% — особи у віці 65 років та старші. Було 237 помешкань (у середньому 2,2 особи в помешканні).
Із загальної кількості 166 працюючих 15 було зайнятих в первинному секторі, 70 — в обробній промисловості, 81 — в галузі послуг.